# 329P/LINEAR-Catalina
329P/LINEAR-Catalina, komet Jupiterove obitelji